# Huttonaeinae
Huttonaeinae zijn een kleine subtribus van de geslachtsgroep Diseae, een tribus van de orchideeënfamilie (Orchidaceae)
De subtribus is monotypisch, het omvat slechts 1 geslacht, Huttonaea, met 5 soorten.
Het zijn terrestrische orchideeën uit Zuid-Afrika.
Voor een beschrijving van deze subtribus, zie de geslachtsbeschrijving.

## Taxonomie
- Geslacht:
  - Huttonaea Harv. (1863)

Subtribus Brownleeinae · Geslacht: Brownleea 

Subtribus Coryciinae · Geslachten: Ceratandra · Corycium · Disperis · Evotella · Pterygodium 

Subtribus Disinae · Geslachten: Disa · Herschelia · Monadenia · Schizodium

Subtribus Huttonaeinae · Geslacht: Huttonaea 

Subtribus Satyriinae · Geslachten: Pachites · Satyridium · Satyrium